# Powiat policki

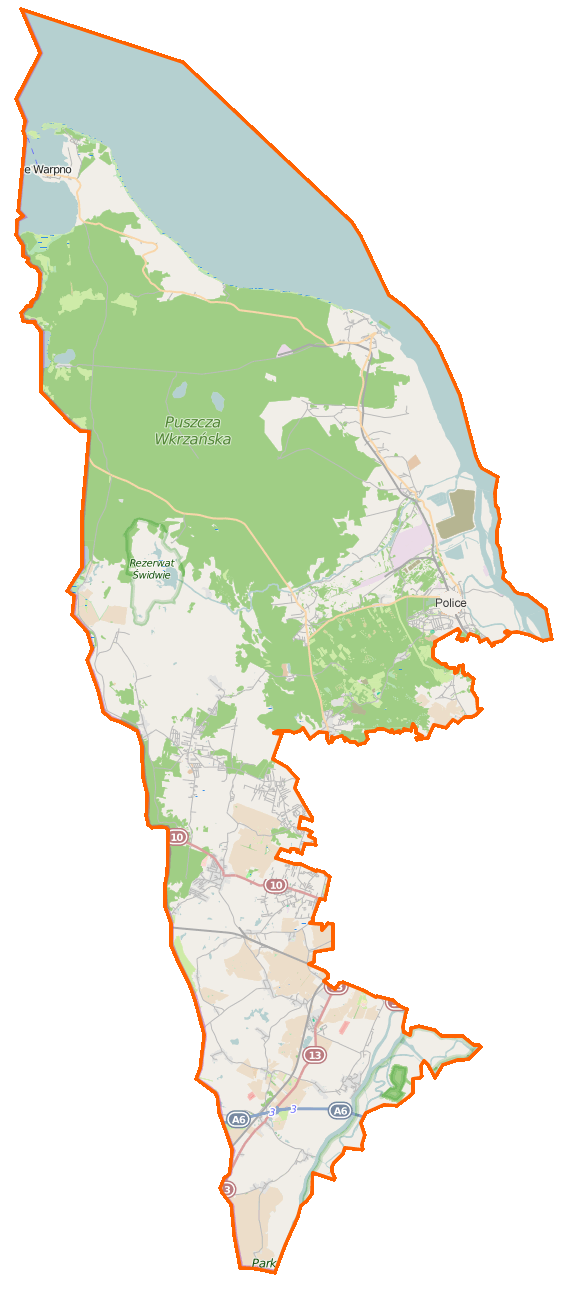
Mapa powiatu

Powiat policki – powiat w północno-zachodniej Polsce, w woj. zachodniopomorskim. Jest powiatem o najmniejszej powierzchni w województwie. Jego siedzibą jest miasto Police.
Utworzony w 1999 roku w ramach reformy administracyjnej na miejscu zniesionego w 1975 roku powiatu szczecińskiego.
W skład powiatu wchodzą:
- gminy miejsko-wiejskie: Nowe Warpno, Police
- gminy wiejskie: Dobra (Szczecińska), Kołbaskowo
- miasta: Nowe Warpno, Police

## Położenie
Według danych z 1 stycznia 2014 powierzchnia powiatu polickiego wynosi 665,33 km². Powiat policki jest powiatem o najmniejszej powierzchni w woj. zachodniopomorskim.
Powiat położony jest na Równinie Wkrzańskiej i na Wzniesieniach Szczecińskich nad Doliną Dolnej Odry. Obejmuje Puszczę Wkrzańską z Rezerwatem Świdwie. Granicami powiatu są: od północy Zalew Szczeciński, od wschodu i południa rzeka Odra i Szczecin, a od zachodu granica państwowa z Niemcami (landy Meklemburgia-Pomorze Przednie i Brandenburgia). Do 1975 r. gminy powiatu tworzyły powiat szczeciński (ziemski).
Powiat graniczy z:
- powiatem goleniowskim (poprzez Odrę)
- powiatem gryfińskim (przez Dolinę Dolnej Odry)
- miastem Szczecin (miasto na prawach powiatu)
- miastem Świnoujście (miasto na prawach powiatu, graniczy poprzez Zalew Szczeciński)

## Demografia
Według danych z 31 grudnia 2013 r. powiat policki miał 74 483 mieszkańców.

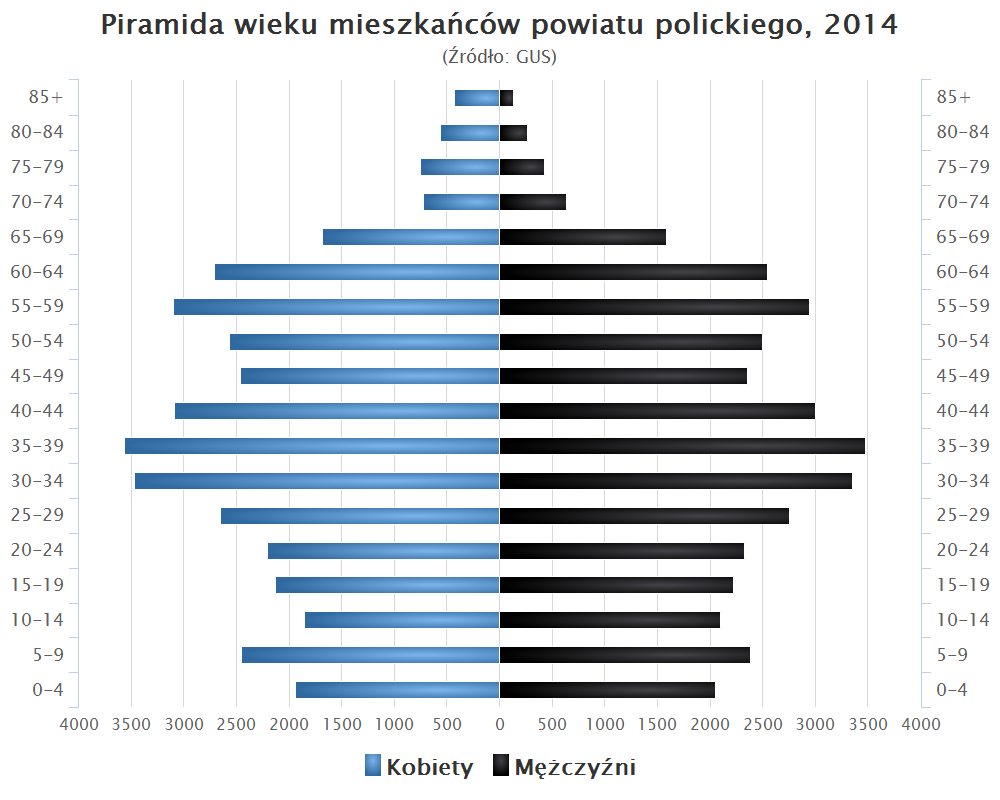
Piramida wieku mieszkańców powiatu polickiego w 2014 roku

Liczba ludności (dane z 30 czerwca 2005):
|        | Ogółem | Ogółem | Kobiety | Kobiety | Mężczyźni | Mężczyźni |
| osób   | %      | osób   | %       | osób    | %         |           |
| ------ | ------ | ------ | ------- | ------- | --------- | --------- |
| Ogółem | 63 411 | 100    | 32 074  | 50,58   | 31 337    | 49,42     |
| Miasto | 35 515 | 56,01  | 18 034  | 28,44   | 17 481    | 27,57     |
| Wieś   | 27 896 | 43,99  | 14 040  | 22,14   | 13 856    | 21,85     |

▶Wieś vs ▶miasto
Ogółem (▶k, ▶m)
Miasto (▶k, ▶m)
Wieś (▶k, ▶m)

## Gospodarka
W powiecie dominuje przemysł chemiczny (Zakłady Chemiczne Police).
W końcu września 2019 liczba zarejestrowanych bezrobotnych w powiecie polickim obejmowała ok. 1,3 tys. mieszkańców, co stanowi stopę bezrobocia na poziomie 3,8% do aktywnych zawodowo.
Przeciętne wynagrodzenie pracownicze w październiku 2008 r. wynosiło 3482,07 zł, przy liczbie zatrudnionych pracowników w powiecie polickim – 13370 osób. Przeciętne wynagrodzenie w sektorze publicznym wynosiło 4048,14 zł, a w sektorze prywatnym 2572,82 zł.
W 2013 r. wydatki budżetu samorządu powiatu polickiego wynosiły 75,1 mln zł, a dochody budżetu 78,0 mln zł. Zadłużenie (dług publiczny) samorządu według danych na koniec 2013 r. wynosiło 10,2 mln zł, co stanowiło 13,0% wartości wykonywanych dochodów.

## Transport
- Linie kolejowe:

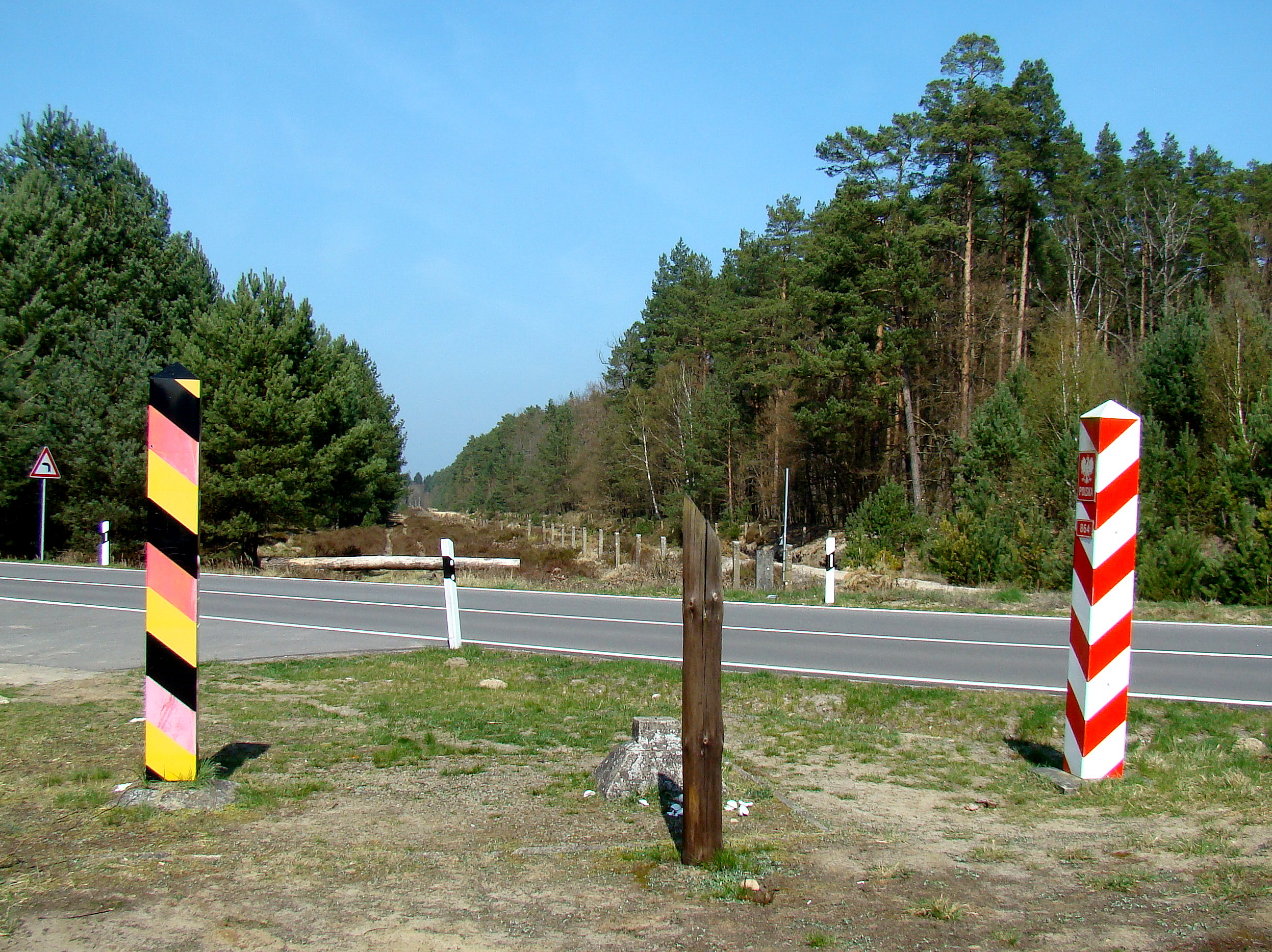
Granica państwowa polsko-niemiecka, okolice Dobieszczyna

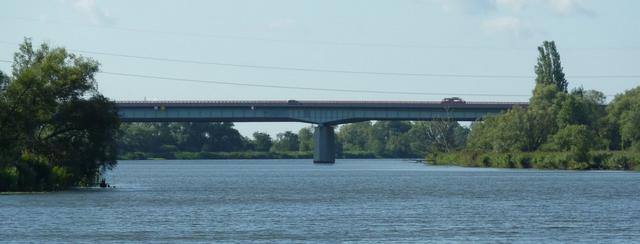
Autostrada A6 koło Siadła Dolnego

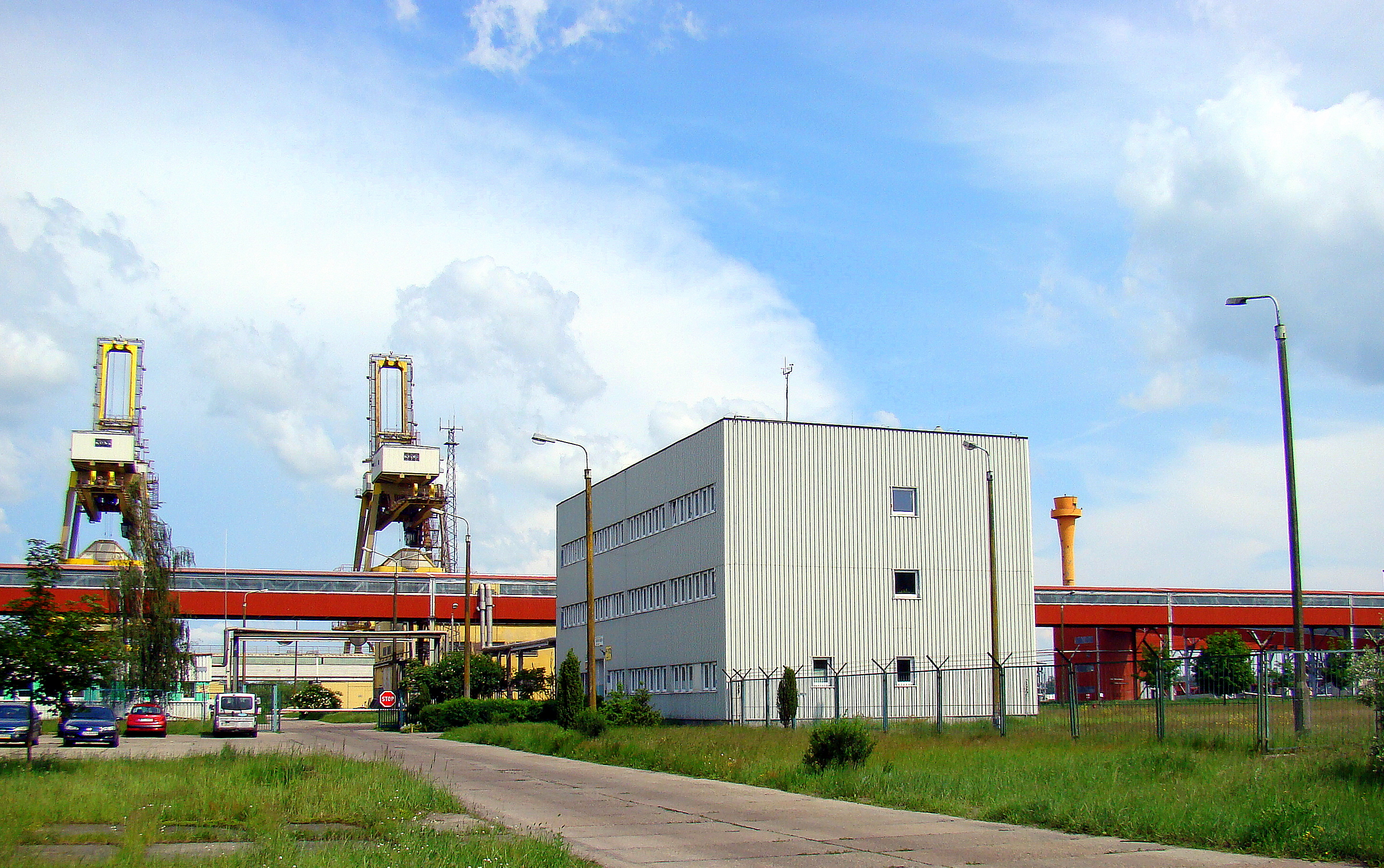
Port morski Police

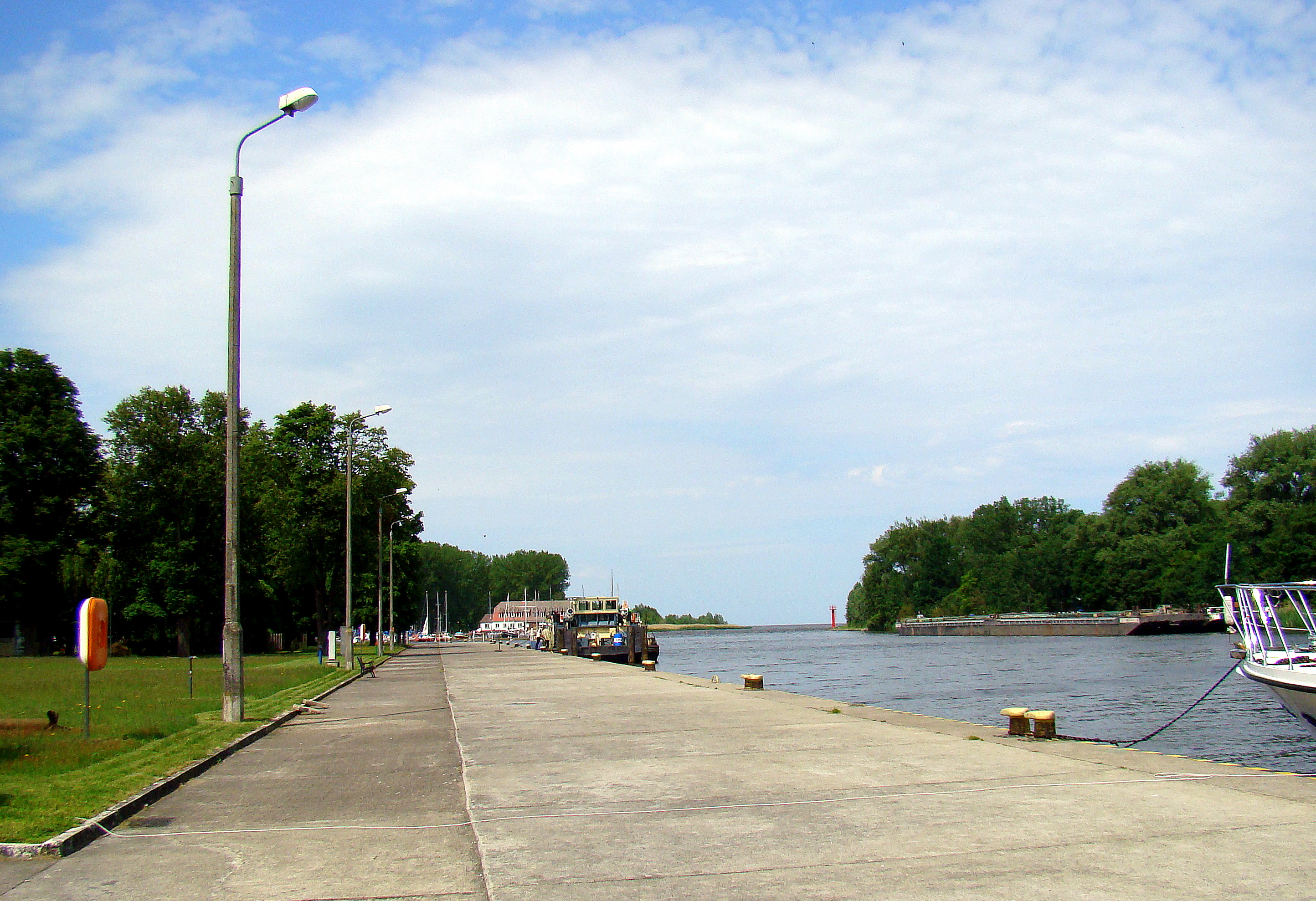
Port morski Trzebież

  - czynne: Szczecin Gł. – Angermünde (Niemcy) (przez Kołbaskowo, Tantow i Casekow) (tranzyt) oraz Szczecin Gł. – Pasewalk (Niemcy) (przez Stobno Szczecińskie i Grambow) (tranzyt)
  - nieczynne dla ruchu pasażerskiego, istniejące: Szczecin Gł. – Trzebież Szczeciński (przez Police) oraz Stobno Szczecińskie – Dołuje
  - nieczynne, nieistniejące: Dołuje – Dobra Szczecińska – Nowe Warpno (przez Hintersee [Niemcy]) oraz wąskotorowe: Pomorzany Wąsk. – Casekow Klbf. (Niemcy) (przez Penkun)

- Drogi:
  - krajowe: autostrada A6/E28: Przejście graniczne Kołbaskowo-Pomellen – Szczecin, 10: Lubieszyn – Płońsk oraz 13: Rosówek – Szczecin (przez Kołbaskowo)
  - wojewódzkie: 114: Nowe Warpno – Tanowo (przez Police) oraz 115: Dobieszczyn – Szczecin

- Komunikacja miejska w Policach, Przęsocinie, Trzeszczynie, Tanowie, Pilchowie, Siedlicach, Leśnie Górnym, Mierzynie, Wołczkowie, Dobrej, Grzepnicy, Bezrzeczu, Kościnie, Dołujach, Wąwelnicy, Redlicy, Buku, Łęgach, Rzędzinach, Stolcu, Lubieszynie, Przylepie, Stobnie, Bobolinie, Warniku, Warzymicach, Będargowie, Barnisławiu, Karwowie, Smolęcinie, Przecławiu, Ustowie, Kurowie, Siadle Dolnym, Siadle Górnym, Moczyłach, Rosówku, Kamieńcu, Pargowie, Smętowicach i Kołbaskowie

- Linia samorządowa (S) Police-Trzebież

- Transport wodny:
- port morski Nowe Warpno – przystanie rybackie w centrum Nowego Warpna i na osiedlu Podgrodzie
- port morski Police – przystań barkowa, przystań przeładunkowa
- port morski Trzebież – przystanie: rybacka, pasażerska, handlowa i jachtowa

## Turystyka

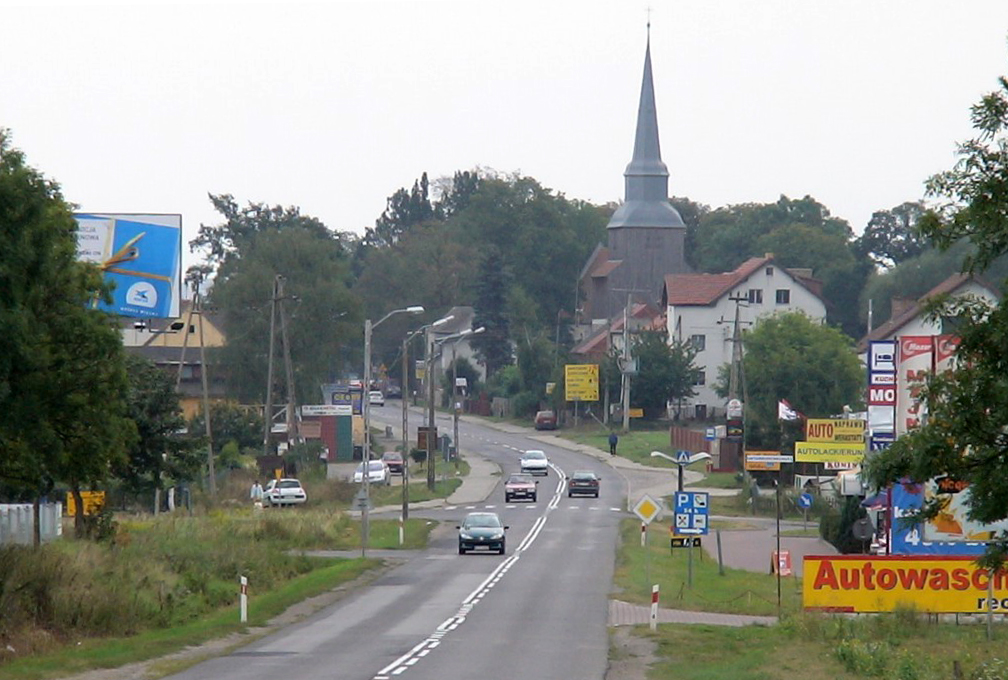
Panorama Mierzyna, ulica Welecka (droga krajowa nr 10)

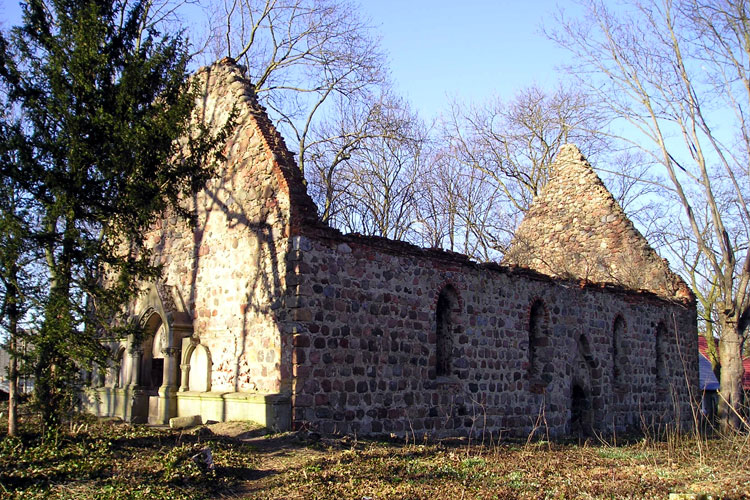
Ruiny kościoła w Pargowie

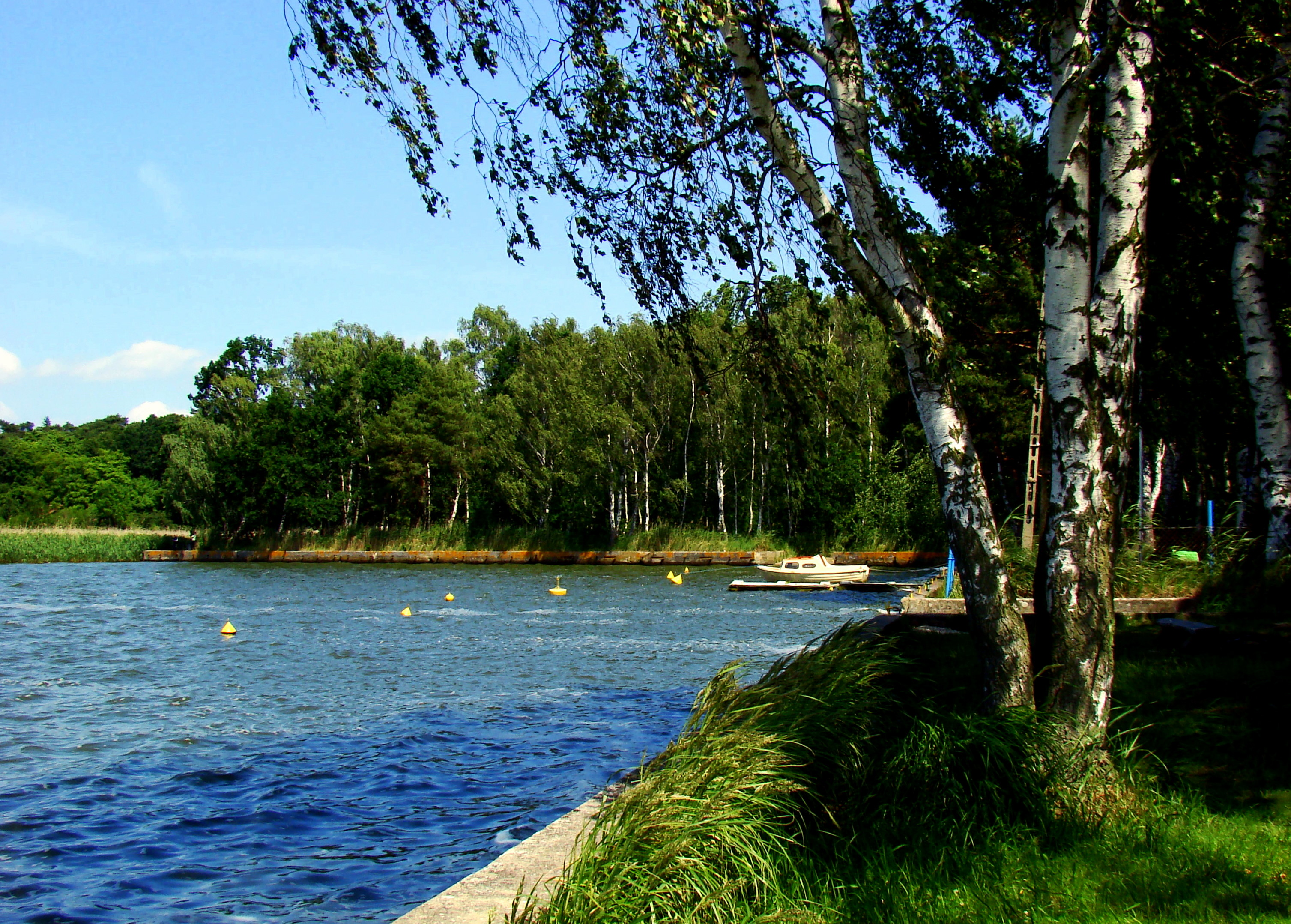
Przystań na Zalewie Szczecińskim w Nowym Warpnie-Podgrodziu

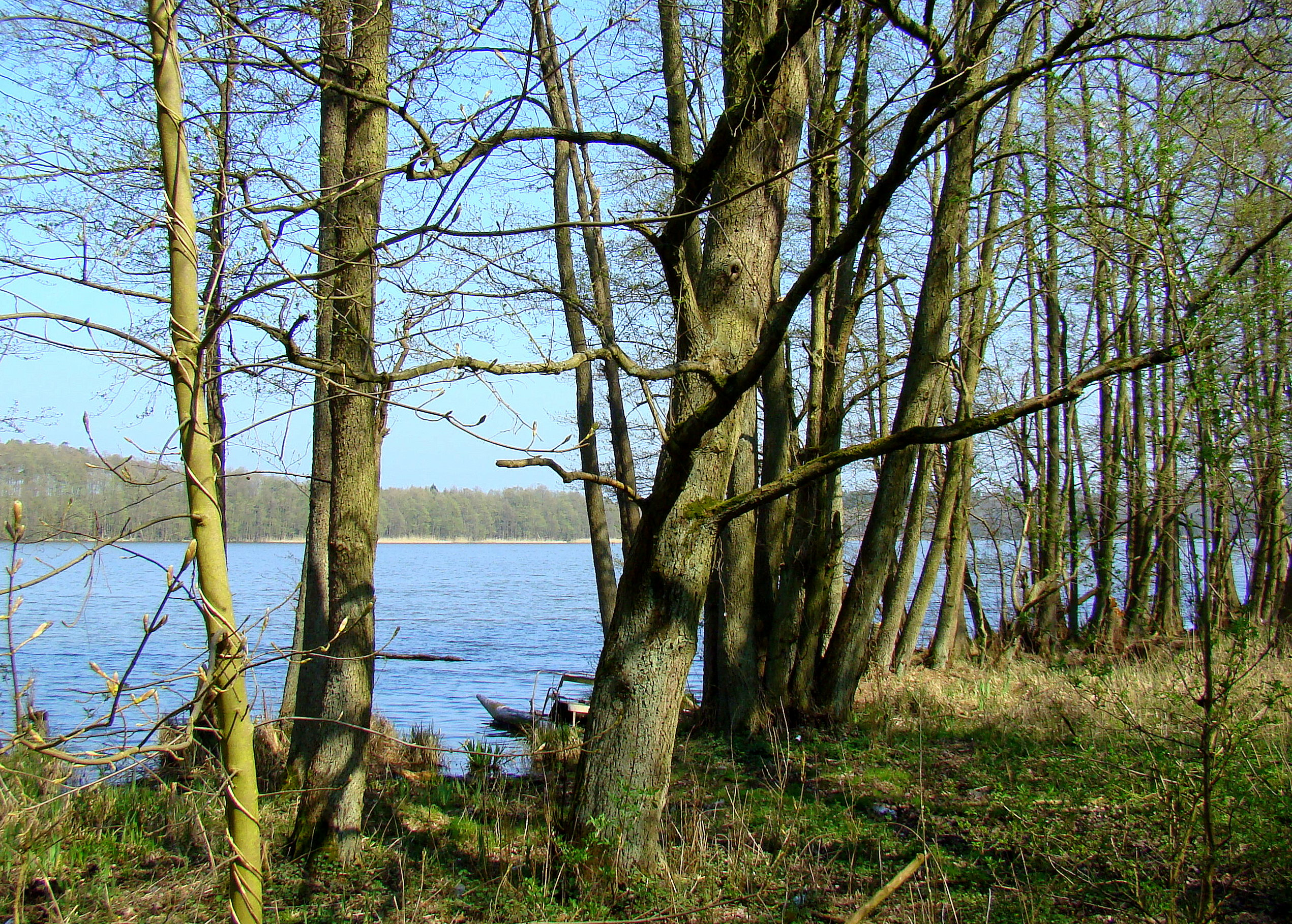
Jezioro Myśliborskie Małe w Myśliborzu Wielkim

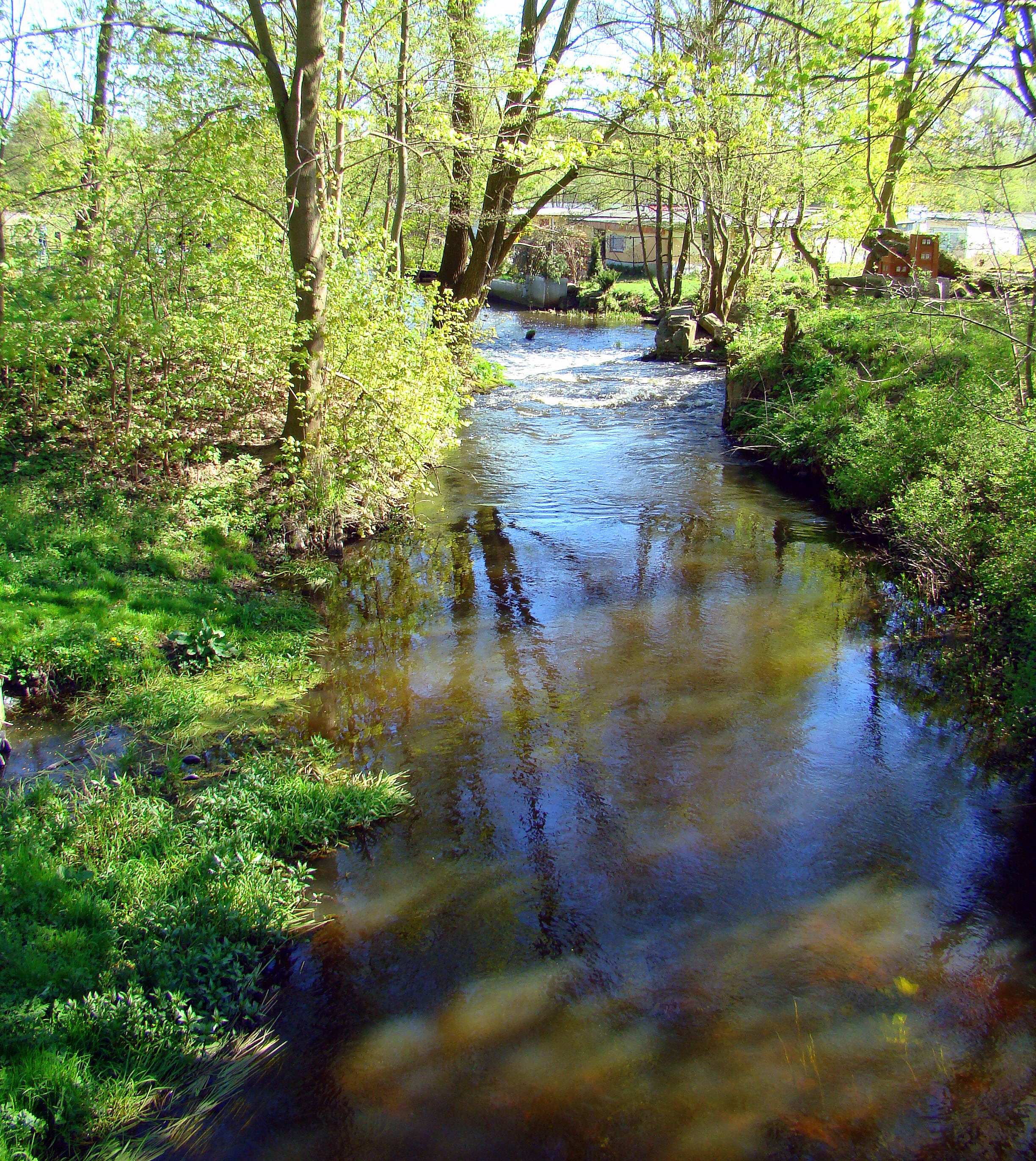
Gunica – najdłuższa, nie licząc Odry, rzeka powiatu polickiego

Do najciekawszych pod względem turystycznym miejsc i obiektów w powiecie polickim należą:
- miasto Police wraz z zabytkami w Starym Mieście i w dzielnicy Jasienica oraz przystanią jachtową na Łarpi – odnodze Odry – w Starym Mieście,
- miasto Nowe Warpno wraz z zabytkami w centrum i na osiedlu Karszno oraz portem i przystaniami na Zalewie Szczecińskim,
- wieś Trzebież (gmina Police),
- Zalew Szczeciński,
- Puszcza Wkrzańska,
- wieś Przęsocin (gmina Police),
- wieś Bartoszewo (gmina Police),
- pomnik ofiar faszyzmu ziemi polickiej w Trzeszczynie koło Polic,
- XVII-wieczny kościół konstrukcji ryglowej w Tatyni koło Polic,
- barokowy kościół konstrukcji ryglowej z 1787 r. w Niekłończycy koło Polic,
- Rezerwat przyrody Świdwie i okoliczne wsie gminy Police – Tanowo, Zalesie i Węgornik oraz w gminie Dobra – Bolków, Rzędziny i Stolec
- wieś Dobra,
- wieś Mierzyn (gmina Dobra),
- wieś Wąwelnica (gmina Dobra),
- wieś Buk (gmina Dobra),
- wieś Kościno (gmina Dobra),
- wieś Wołczkowo (gmina Dobra),
- wieś Skarbimierzyce (gmina Dobra),
- kościół w Warnołęce (gmina Nowe Warpno),
- Jezioro Myśliborskie Wielkie i Jezioro Myśliborskie Małe oraz okoliczne wsie Myślibórz Wielki i Myślibórz Mały (gmina Nowe Warpno),
- wieś Brzózki (gmina Nowe Warpno),
- wieś Siadło Dolne (gmina Kołbaskowo),
- wieś Kamieniec (gmina Kołbaskowo),
- wieś Barnisław (gmina Kołbaskowo),
- wieś Smolęcin (gmina Kołbaskowo),
- wieś Przecław (gmina Kołbaskowo),
- wieś Kołbaskowo,
- wieś Pilchowo (częściowo w gminie Police, część w granicach Szczecina).

Kąpieliska znajdują się w:
1. Nowym Warpnie
2. Trzebieży koło Polic.

Na Odrze, Gunicy, Roztoce Odrzańskiej i Zalewie Szczecińskim wyznaczono szlaki kajakowe będące częścią systemu szlaków Szczecina, Gryfina i Goleniowa.
Usługi hotelarskie są najlepiej rozwinięte w Policach, Trzebieży, Brzózkach, Mierzynie, Lubieszynie, Przecławiu i Przęsocinie, gdzie znajdują się hotele oraz ośrodki wypoczynkowe z możliwością organizacji kolonii dla dzieci, wczasów lub szkoleń. Baza noclegowa Nowego Warpna to ośrodek wypoczynkowy, marina, camping, pensjonat i pokoje w kwaterach prywatnych. Gospodarstwa agroturystyczne znajdują się m.in. w Rzędzinach i Kołbaskowie. W Ustowie działają hostel i zajazd.

## Bezpieczeństwo
W 2009 r. wskaźnik wykrywalności sprawców przestępstw stwierdzonych w powiecie polickim wynosił 70,0%. W 2009 r. stwierdzono w powiecie m.in. 229 kradzieży z włamaniem, 15 kradzieży samochodów, 137 przestępstw narkotykowych.
Powiat policki jest położony w strefie nadgranicznej i obejmuje go zasięgiem służbowym placówka Straży Granicznej w Szczecinie z Nadodrzańskiego Oddziału SG. Ponadto teren portów morskich: Police, Trzebież oraz Nowe Warpno obejmuje zasięgiem służbowym placówka SG Szczecin Port.
Powiat policki jest obszarem właściwości Prokuratury Rejonowej Szczecin-Zachód i Prokuratury Okręgowej w Szczecinie.
Na terenie powiatu działa 7 jednostek ochotniczych straży pożarnych włączonych do krajowego systemu ratowniczo-gaśniczego. Istnieje jednostka ratowniczo-gaśnicza przy Komendzie Powiatowej Państwowej Straży Pożarnej w Policach. Ponadto działa 3 jednostki OSP poza systemem KSRG.

## Administracja
Rada Powiatu
| Ugrupowanie                               | 2002-2006 | 2006-2010 | 2010-2014 | 2014-2018 | 2018-2024 |
| ----------------------------------------- | --------- | --------- | --------- | --------- | --------- |
| Sojusz Lewicy Demokratycznej – Unia Pracy | 5         | –         | –         | –         | –         |
| Polskie Stronnictwo Ludowe                | 1         | –         | –         | –         | –         |
| Przymierze Obywatelskie                   | 3         | –         | –         | –         | –         |
| Wspólnota Samorządowa Gryf                | 5         | 4         | –         | –         | –         |
| Platforma Obywatelska                     | 3         | 7         | 10        | 6         | –         |
| Prawo i Sprawiedliwość                    | –         | 4         | 2         | 4         | 4         |
| Lewica Razem                              | –         | 1         | –         | –         | –         |
| Przymierze                                | –         | 1         | –         | –         | –         |
| Nowe Police                               | –         | 2         | –         | –         | –         |
| Izabela Wesołowska- Kośmider              | –         | –         | 1         | –         | –         |
| Gryf XXI                                  | –         | –         | 6         | 9         | 8         |
| Platforma.Nowoczesna Koalicja Obywatelska | –         | –         | –         | –         | 6         |
| Lokalni                                   | –         | –         | –         | –         | 1         |

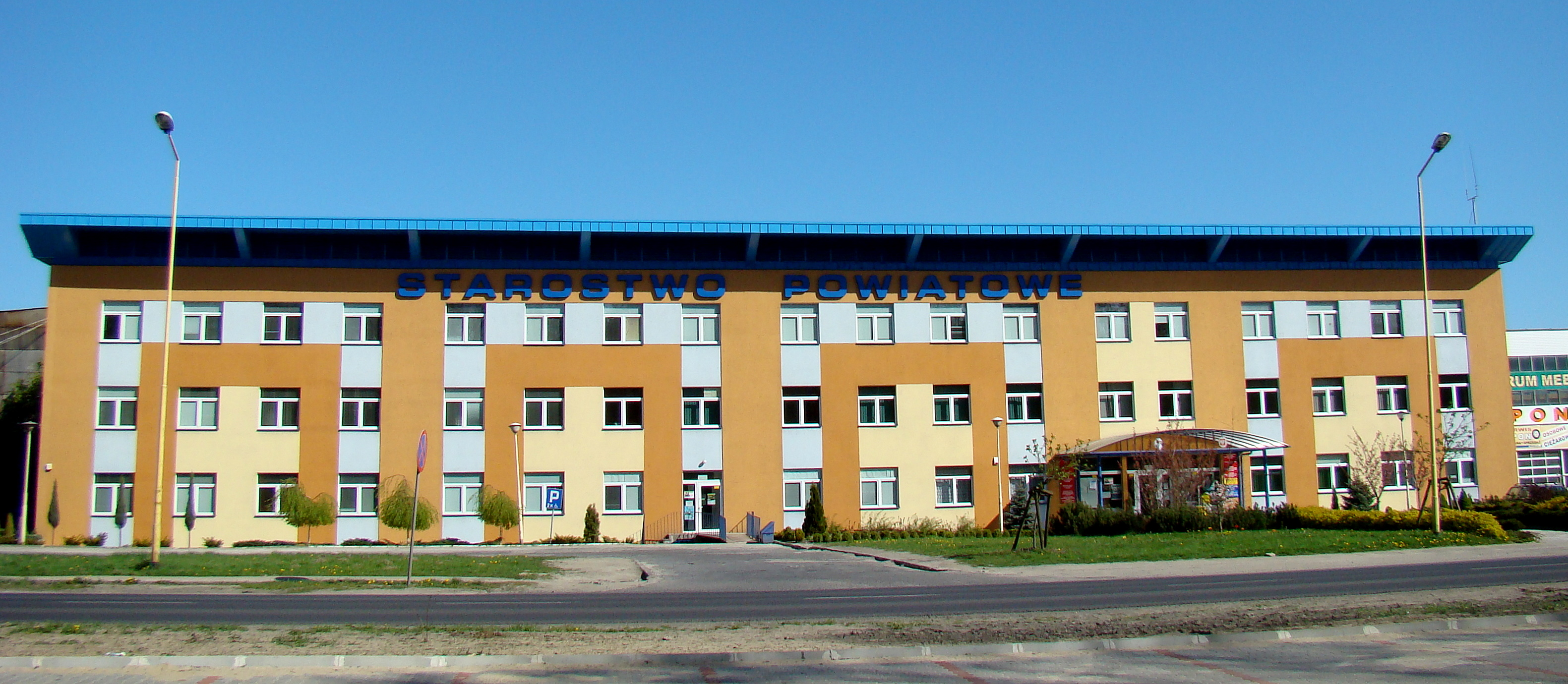
Starostwo Powiatowe przy ul. Tanowskiej 8 w Policach

Gminy powiatu polickiego są obszarem wlłaściwości miejscowej Sądu Rejonowego Szczecin-Prawobrzeże i Zachód w Szczecinie, jednakże sprawy karne i wieczystoksięgowe dla gmin powiatu rozpatrywane są przez 2 wydziały zamiejscowe w Policach. Powiat policki jest obszarem właściwości miejscowej Sądu Okręgowego w Szczecinie.
Ponadto powiat policki jest obszarem właściwości Samorządowego Kolegium Odwoławczego w Szczecinie.
Mieszkańcy powiatu polickiego i Szczecina wybierają wspólnie 8 radnych do Sejmiku Województwa Zachodniopomorskiego (okręg nr 1). Posłów na Sejm wybierają z okręgu wyborczego nr 41, senatora razem z mieszkańcami Szczecina w okręgu nr 97, a posłów do Parlamentu Europejskiego z okręgu nr 13.